# Села-при-Ратежу
'Села-при-Ратежу (словен. Sela pri Ratežu) — поселення в общині Ново Место, регіон Південно-Східна Словенія, Словенія. Висота над рівнем моря: 186,5 м.